# Cathelijne Broers
Cathelijne Hendrike Broers (Bilthoven, 16 december 1968) is een bestuurder in de culturele sector. Sinds 1 november 2020 is zij directeur/bestuurder van het Cultuurfonds, tot november 2023 Prins Bernhard Cultuurfonds geheten. Daarvoor was ze directeur van het Hermitage Amsterdam en van de Nieuwe Kerk. Ze wordt door collega's geroemd om haar kunstkennis en ondernemerschap.

## Biografie
Broers' ouders zijn gescheiden; haar vader was projectontwikkelaar, haar moeder werkte in de culturele wereld, onder meer voor het Nederlands Blazers Ensemble. Ze trad regelmatig in de openbaarheid om over haar activiteiten bij de Hermitage te vertellen, bijvoorbeeld bij Omroep Max, De Wereld Draait Door en bij het programma Opium.

## Opleiding
Broers ging van 1981 tot 1987 naar het atheneum op het Amsterdams Lyceum. Daarna studeerde ze van 1987 tot 1988 kunstgeschiedenis en Italiaans aan het Nederlands Interuniversitair Kunsthistorisch Instituut in Florence. Van 1988 tot 1994 studeerde ze kunstgeschiedenis aan de Universiteit Utrecht. Van 1998 tot 2000 studeerde ze bedrijfskunde aan de Hogeschool van Amsterdam.

## Carrière
Van 1994 tot 1995 had Broers een werkervaringsplek bij ICOMOS in Parijs. Van 1995 tot 1999 bekleedde ze diverse functies bij de Rijksdienst voor de Monumentenzorg. Daarna werkte zij van 1999 tot 2002 als secretaris van de raad van bestuur bij de Nederlandse Omroep Stichting. Van 2002 tot 2011 was ze adjunct-directeur van de Nieuwe Kerk en de Hermitage Amsterdam. In 2011 volgde zij daar Ernst Veen op als directeur.
In 2013 speelde Broers een rol bij de inrichting van De Nieuwe Kerk in Amsterdam vanwege de inhuldiging van Willem-Alexander. Alle koningen en koninginnen van het Koninkrijk der Nederlanden werden in De Nieuwe Kerk ingehuldigd. Op 1 november 2020 werd zij directeur/bestuurder van het Prins Bernhard Cultuurfonds, sinds november 2023 het Cultuurfonds geheten.
Daarnaast is Broers sinds 2016 commissaris bij de Rabobank Amsterdam en sinds 2020 toezichthouder bij amsterdam&partners. Daarnaast is ze aanjager van NL2025. Voorheen was ze vanaf 2015 bestuurslid van NL2025 Netwerk, voorzitter van de jury van de SponsorRing-verkiezing en jurylid van de IJ-prijs. Van 2011 tot 2020 was ze voorzitter van Plantage Amsterdam. Ze is ook toezichthouder geweest bij het Bijbels Museum.

## Erkenning
- 2016 - Meest invloedrijke vrouw van Nederland in de categorie cultuur en media in de Opzij Top 100 van het feministische maandblad Opzij
- 2017 - Alumnus van het Jaar 2017 van de Universiteit Utrecht . Ze ontving deze titel tijdens de Dies Natalis, de 382e verjaardag van de universiteit.[1]

## Privé
Broers is getrouwd met een vastgoedjurist en is moeder van twee kinderen. Ze woont in Amsterdam.